# Anthropoid
Az Anthropoid 2016-ban bemutatott koprodukciós háborús film, amelyet Sean Ellis rendezett. A főbb szerepekben Cillian Murphy, Jamie Dornan, Charlotte Le Bon, Anna Geislerová és Harry Lloyd látható.
Az Egyesült Királyságban 2016. szeptember 9-én mutatták be a mozikban.
Az Anthropoid hadművelet alapján készült, amely egy cseh ellenállók által véghezvitt akció volt Reinhard Heydrich német protektor meggyilkolására a második világháborúban.

## Cselekmény
1941 decemberében a német megszállás Európában közel jár a csúcspontjához. A csehszlovák emigráns kormány két ügynökét – egy szlovák katonát, Jozef Gabčíket, és egy csehet, Jan Kubišt – ejtőernyővel ledobják a megszállt hazájuk területére. Jozef megsérül, amikor landolás közben egy fán keresztül zuhan, de mindketten útnak indulnak, hogy felvegyék a kapcsolatot az ellenállási mozgalommal. Röviddel ezután álrendellenállók bukkannak rájuk, akik valójában árulók; egyiket Jozef lelövi, de a másik elmenekül. A férfiak ellopják az árulók teherautóját, és Prága felé veszik az irányt.
Miután felkeresik a kapcsolatukat, egy Dr. Eduard nevű állatorvoshoz irányítják őket, aki ellátja Jozef sérüléseit. Eduard közli velük, hogy az eredeti kapcsolatukat letartóztatta a Gestapo, és megszervezi, hogy más ellenállókkal találkozzanak, akiket „Bátya”, azaz Jan Zelenka-Hajský, valamint Ladislav Vaněk vezet. Gabčík és Kubiš felfedik küldetésüket: az Antropoid-hadművelet végrehajtását, amelynek célja Reinhard Heydrich, a végső megoldás főépítésze, valamint a német megszállás alatt álló Cseh–Morva Protektorátus birodalmi helytartójának meggyilkolása.
Kevés hírszerzési információval és felszereléssel rendelkezve Jozefnek és Jannak meg kell találnia a módját Heydrich meggyilkolásának, olyan akciót akarnak végrehajtani, amely reményeik szerint fellendíti a cseh ellenállást a megszállással szemben. Két fiatal nő, Marie Kovárníková és Lenka Fafková, valamint más összeesküvők segítségével az ügynökök azt tervezik, hogy a prágai várba vezető úton csapnak le Heydrichre. Amikor megtudják, hogy Heydrichet hamarosan Párizsba helyezik át, az akciót azonnal elindítják, amit újabb Csehszlovákiába ledobott ügynökök és a prágai ellenállás még megmaradt tagjai is támogatnak.
1942. május 27-én végrehajtják a merényletet: Jozef Sten géppisztolya elakad, de Jan egy házilag készített gránátot dob Heydrich limuzinja alá, amely felrobban, és súlyosan megsebesíti Heydrichet. Ezután Jan és Jozef elmenekülnek a helyszínről. A Schutzstaffel (SS) biztonsági erői több ezer cseh civilt gyűjtenek össze, és megtorlásokat hajtanak végre, melyek során Lenka is meghal, miközben megpróbál elmenekülni. Heydrich néhány nappal később belehal sérüléseibe.
A megtorlások folytatódnak a lidicei mészárlással: a falu 16 év feletti férfi lakosságát helyben kivégzik, a nőket és gyermekeket pedig koncentrációs táborokba hurcolják. Attól tartva, hogy családja is áldozatául eshet a megtorlásnak, az ellenálló Karel Čurda felkeresi Karl Hermann Frankot – Heydrich utódát a birodalmi helytartói poszton – és árulásért cserébe kegyelmet és jutalmat kér. A Moravec családot, akik Jozefet és Jant rejtegették a merénylet előkészületei alatt, letartóztatja a Gestapo. Marie Moravec ciánkapszulával öngyilkosságot követ el, de fiát, Ata Moravecet halálra kínozzák, amíg el nem árulja Jozef és Jan búvóhelyét: a Szent Cirill és Metód székesegyház alatti rejtett kriptában, Prágában.
Több száz katona rohamozza meg a székesegyházat, ahol az ellenállók bujkálnak. Jan, Adolf Opálka és Josef Bublik hősies utolsó ellenállást tanúsítanak: sok német katonát megölnek, mielőtt túlerőben legyűrik őket, és meghalnak vagy öngyilkosságot követnek el. Az SS megpróbál betörni a kriptába, ahol Josef Valčík, Jaroslav Švarc, Jan Hrubý és Jozef Gabčík rejtőznek, ők is inkább öngyilkosságot követnek el, mintsem hogy fogságba essenek. Mielőtt Jozef végez magával, egy látomásban megjelenik neki Lenka, aki kinyújtja felé a kezét, ezzel adva neki vigaszt az utolsó pillanatban.

## Szereplők
| Szereplő          | Színész           | Magyar hang          |
| ----------------- | ----------------- | -------------------- |
| Jozef Gabčík      | Cillian Murphy    | Welker Gábor         |
| Jan Kubiš         | Jamie Dornan      | Horváth Illés        |
| Marie Kovárníková | Charlotte Le Bon  | Gáspár Kata          |
| Lenka Fafková     | Anna Geislerová   | Major Melinda        |
| Adolf Opálka      | Harry Lloyd       | Magyar Bálint        |
| Hajský bátya      | Toby Jones        | Kapácsy Miklós       |
| Moravec néni      | Alena Mihulová    | Menszátor Magdolna   |
| Ladislav Vaněk    | Marcin Dorociński | Csík Csaba Krisztián |
| Ata Moravec       | Bill Milner       | Berkes Bence         |
| Josef Bublík      | Sam Keeley        | Renácz Zoltán        |
| Karel Čurda       | Jiří Šimek        | Előd Álmos           |
| Jan Hrubý         | Mish Boyko        | Kisfalusi Lehel      |
| Josef Valčík      | Václav Neužil     | Dányi Krisztián      |
| Dr. Eduard        | Sean Mahon        | Láng Balázs          |
| Reinhard Heydrich | Detlef Bothe      | Eredeti nyelven      |

### Magyar változat
- Bemondó: Bozai József
- Magyar szöveg: Simon Nóra
- Hangmérnök: Nemes László
- Vágó: Simkóné Varga Erzsébet
- Gyártásvezető: Kincses Tamása
- Szinkronrendező: Lengyel László

A szinkront a Mafilm Audio Kft. készítette el.

## A film készítése
2015 márciusában Jamie Dornant és Cillian Murphyt választották ki az Anthropoid című film főszerepeire, Sean Ellis rendezésében, aki Anthony Frewinnel közösen írta a forgatókönyvet. 2015 májusában az LD Entertainment is csatlakozott a projekthez, és bejelentették Charlotte Le Bon szereplését is.
A filmet teljes egészében Prágában forgatták 2015 nyarán, és ahol csak lehetett, az események valódi helyszínein. Sean Ellis rendező egy interjúban elmondta, hogy a Szent Cirill és Metód ortodox székesegyházban játszódó jeleneteket egy stúdióhátsóban felépített pontos másolaton vették fel, hogy a cseh nézők könnyebben felismerjék a helyszínt. A Gestapo és korabeli cseh jelentések segítségével Ellis rendkívüli pontossággal tudta rekonstruálni a film utolsó felvonását, a merényletet és az azt követő ostromot a templomban. Az ilyen részletesség megkövetelte, hogy a merénylet jelenetét valós időben játsszák el, a partizánok mozgását pedig gondosan kutatták, megtervezték és nyomon követték, hogy hűen tükrözze a történelmi eseményeket.
A forgatási helyszínei közé tartozik a prágai vár és a Károly híd is, ezek mind valós helyszínek, ahol az Anthropoid hadművelet történt. A premier vetítésen és a későbbi elővetítéseken a nézők is megjegyezték, hogy a filmben szereplő utcai jelenetek hitelesen adják vissza a korszak prágai hangulatát.